# 1997 SG1
1997 SG1 är en asteroid i huvudbältet som upptäcktes den 22 september 1997 av den tysk-italienska amatörastronomen Paolo Sala vid Giesing-observatoriet.
Asteroiden har en diameter på ungefär 7 kilometer och den tillhör asteroidgruppen Eunomia.